# 沖貞男

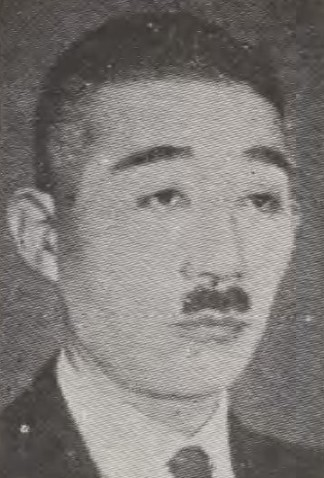
沖貞男

沖 貞男（おき さだお、1888年（明治21年）2月11日 - 1950年（昭和25年）10月16日）は、大正から昭和前期の政治家、教育者、華族。貴族院男爵議員。

## 経歴
本籍・神奈川県。内務官僚・沖守固の庶子として生まれる。父の死去に伴い、1912年（大正元年）11月11日、男爵を襲爵した。
1917年（大正6年）4月、京都帝国大学法科大学政治学科を卒業。1924年（大正13年）帝都復興院嘱託となる。その後、復興局整地部事務嘱託、三峯住宅監査役、中野高等無線電信学校長などを務めた。
1925年（大正14年）7月10日、貴族院男爵議員に選出され、1939年（昭和14年）7月9日まで2期在任。さらに、1946年（昭和21年）6月29日、貴族院男爵議員補欠選挙で当選し、公正会に所属して活動し1947年（昭和22年）5月2日の貴族院廃止まで在任した。

## 親族
- 妻：楳（うめ、山田松三郎長女）[1]
- 養子・甥：輝道（医師、弟貞次の長男）[1]